# Володин, Николай Николаевич (партийный деятель)
Николай Николаевич Володин — советский хозяйственный, государственный и политический деятель.

## Биография
Родился в 1930 году в деревне Сельцо. Член КПСС.
Окончил Брянский институт транспортного машиностроения.
В 1956—1970 — мастер, старший мастер, заместитель начальника цеха, секретарь парткома Горьковского завода фрезерных станков.
В 1970—1980 — первый секретарь Ленинского райкома КПСС города Горького.
В 1980—1981 — секретарь Горьковского горкома КПСС.
В 1981—1986 — секретарь исполкома Горьковского городского совета депутатов трудящихся.
Делегат XXV съезда КПСС.
Умер в 1986 году в Горьком.

## Награды
- Орден Трудового Красного Знамени (дважды)
- Орден Знак Почёта